# Тиссоне, Фернандо
Ферна́ндо Дамиа́н Тиссо́не (исп. Fernando Damián Tissone; 24 июля 1986, Кильмес) — аргентинский футболист, полузащитник клуба «Сангиустезе». Имеет итальянское гражданство.

## Карьера
Тиссоне — воспитанник «Индепендьенте». В 2004 году был заявлен за «Ланус», но не провёл за него ни одного матча. В 2005 году Тиссоне уехал из Аргентины и перешёл в «Удинезе». Первый сезон был неплохим (26 матчей), но жёсткая конкуренция не позволила игроку закрепиться в основе. Сезон 2006/07 Тиссоне начал в составе «Аталанты» и играл в ней вплоть до 2008 года, проведя за клуб 68 матчей и забив 6 голов. В 2008 году Тиссоне вернулся в «Удинезе», который выкупил игрока за 4 миллиона евро.
Летом 2013 года Фернандо перешёл в испанскую «Малагу». 17 августа в матче против «Валенсии» Тиссоне дебютировал в Ли Лиге.
18 августа 2017 года стало известно что Тиссоне подписал контракт с львовскими «Карпатами».